# Voschod 3
Voschod 3 fu la denominazione di una programmata missione nello spazio sovietica, la quale fu spostata per più volte senza essere effettivamente annullata definitivamente.

## Voschod 1 e Voschod 2
Durante le prime due missioni del programma Voschod, l'Unione Sovietica era nuovamente riuscita ad effettuare delle spettacolari prestazioni ed a raggiungere nuovi primati nel campo dell'espolorazione umana dello spazio. Voschod 1, il cui lancio avvenne il 12 ottobre 1964, fu la prima missione equipaggiata da più di un pilota, mentre durante il volo della Voschod 2 (per la precisione il 18 marzo 1965) avvenne la prima attività extraveicolare da parte del cosmonauta sovietico Aleksej Archipovič Leonov. I problemi di carattere tecnico, descritti più dettagliatamente negli appositi articoli, intercorsi durante queste due missioni ovviamente non vennero resi noti all'opinione pubblica.
In fondo le capsule usate per le missioni Voskod furono semplicemente delle capsule del programma Vostok modificate ed ampliate onde consentire l'effettuazione di missioni nel periodo transitorio fino al primo impiego delle nuove capsule Sojuz. Una data di decorrenza breve di tutto il programma fu dunque sin dall'inizio dello stesso più che ovvia.

## Programmazione della Voschod 3
Il volo della Voschod 3 venne concepito come missione di lunga durata, in grado di aumentare notevolmente il record di permanenza raggiunto da Vostok 5, cioè poco meno di cinque giorni interi. La capsula della Voschod dovette essere ulteriormente modificata onde consentire una durata di missione pari a 15 giorni interi. Durante la fase di preparazione della missione, per la precisione il 29 agosto 1965, avvenne un fatto del tutto inaspettato da parte sovietica: per la prima volta il record in questo campo passò in mani statunitensi. Gemini 5 era rimasta nello spazio per quasi otto giorni interi.
Il lancio della Voschod 3 fu programmato per l'autunno del 1965, ma fu ben presto chiaro che tale termine non poteva essere rispettato. Appena il 22 febbraio 1966 poté essere lanciata una missione di collaudo - eseguita con una capsula analoga a quella prevista per la missione - che fu chiamata Cosmos 110; il regime sovietico infatti era solito camuffare le missioni di collaudo sotto l'unica denominazione di Cosmos. Dopo ben 22 giorni di missione avvenne l'atterraggio perfetto. I due cagnolini Veterok ed Ugolëk, che avevano formato l'equipaggio per questa missione, erano sopravvissuti senza particolari problemi alla permanenza nello spazio ed al rientro in atmosfera, nonostante la traiettoria d'orbita li avesse portati attraverso le fasce di van Allen.

## Ritardi
Il lancio del volo equipaggiato invece subì ulteriori ritardi. Infatti vennero riscontrati enormi problemi con il razzo vettore. Nel frattempo, a dicembre del 1965, gli statunitensi erano riusciti ad aumentare ulteriormente la durata di permanenza nello spazio, raggiungendo con Gemini 7 una durata di 14 giorni. In più erano riusciti ad effettuare con Gemini 6 la prima manovra rendezvous di due navicelle spaziali equipaggiate, seguita a marzo del 1966 dal primo aggancio di due velivoli spaziali nell'orbita terrestre riuscito durante la missione Gemini 8.
Pertanto un semplice volo di lunga durata, senza possibilità di manovra orbitale o di aggancio, non sembrò sufficientemente spettacolare ai responsabili sovietici, tanto che venne deciso di impegnare tutte le risorse disponibili per la messa in funzione della nuova capsula Sojuz. In tale circostanza non fu del tutto esclusa la possibilità di effettuare il primo lancio della stessa entro la fine dell'anno 1966.
Non sembrò comunque opportuno annullare ufficialmente la missione, ma si decise di continuare a spostare la data di lancio della stessa. Ad ottobre del 1966 vennero impartite nuove disposizioni le quali prevedevano la continuazione della programmazione più concreta della missione. Un lancio all'inizio dell'anno 1967 sembrò dunque più che probabile, ma non venne particolarmente forzato. Con il passare del tempo, il volo di Voschod 3 venne sempre più messo nel dimenticatoio, anche se fino a tutt'oggi non è mai stato annullato definitivamente in via del tutto ufficiale.

## L'equipaggio
Al contrario della NASA, l'Agenzia Spaziale Russa non annunciò mai in anticipo i lanci programmati e gli equipaggi per queste missioni. Addirittura internamente l'equipaggio definitivo venne deciso solo pochi giorni prima del lancio stesso. I probabili cosmonauti vennero sottoposti ad una serie di esami, però - oltre a questa prassi ufficiale - vennero particolarmente analizzate e considerate le motivazioni politiche del regime sovietico per preferire oppure ostacolare la nomina di certi aspiranti cosmonauti.
Nikolaj Petrovič Kamanin, il direttore del centro di addestramento dei cosmonauti, favoreggiava per il volo della Voschod 3 Boris Valentinovič Volynov nel ruolo di comandante e Georgij Petrovič Katys quale scienziato-cosmonauta. Entrambi comunque non furono visti particolarmente di buon occhio da parte dei responsabili del regime sovietico. Volynov infatti era di origini ebraiche, mentre il padre di Katys era stato condannato a morte quale nemico di Stato. Kamanin propose quale equipaggio di riserva i cosmonauti Georgij Timofeevič Beregovoj e Lev Stepanovič Dëmin.
A novembre del 1965, Kamanin insistette a proporre Volynov come comandante, ma modificò le sue scelte proponendo Evgenij Vasil'evič Chrunov o Viktor Vasil'evič Gorbatko quale pilota, con Beregovoj e Vladimir Aleksandrovič Šatalov quali riserve. A gennaio del 1966 venne invece previsto per l'incarico di pilota Georgij Stepanovič Šonin.
Pertanto è assolutamente impossibile definire ed indicare chi avrebbe effettivamente formato l'equipaggio principale o di riserva per questa missione.

## Importanza
A causa di pessima dirigenza, rivalità interne e complotti politici, non sempre le migliori soluzioni furono in grado di prevalere nella programmazione delle missioni spaziali sovietiche. Nonostante l'Unione Sovietica abbia dimostrato per molti anni il loro dominio e vantaggio nei confronti degli Stati Uniti d'America, non fu più in grado di ottenere particolari sviluppi tecnici nei confronti di quanto si era riuscito a raggiungere con le capsule Vostok. Diversi ritardi dovuti a più ragioni comportò, che l'Unione Sovietica, a partire dal marzo del 1965, non svolse per più di due anni delle missioni nello spazio equipaggiate da cosmonauti. Contemporaneamente la NASA svolse il programma Gemini raggiungendo importantissimi primati, sviluppi e miglioramenti tecnici e risultati di prestigio, effettuando con regolarità lanci di missioni equipaggiate ed assumendo chiaramente il vantaggio nella corsa verso lo spazio. I responsabili del regime sovietico premevano con insistenza di mantenere il più breve possibile il ritardo accumulato nel frattempo e pertanto venne deciso di svolgere già ad aprile del 1967 il primo lancio equipaggiato da un cosmonauta del nuovissimo velivolo spaziale Sojuz nonostante fosse evidentemente chiaro che lo stesso non era ancora definitivamente pronto per il suo impegno. Una decisione che si dimostrerà fatale causando la morte del primo pilota durante l'esecuzione di una missione nello spazio: Sojuz 1 terminerà con la tragica morte di Vladimir Komarov.